# 1909年英国—暹罗条约
《1909年英国—暹罗条约/曼谷条约》（英語：Anglo-Siamese Treaty of 1909）也称《1909年曼谷条约》（英語：Bangkok Treaty of 1909），是英国与暹罗王国于1909年3月10日在曼谷就英屬馬來亞領土劃分議題签署的一项条约。
根据条约，英屬馬來亞分成两个部分。由今天北大年府、陶公府、宋卡府、沙敦府和惹拉府组成的地区仍由泰国人控制，而吉打州、吉兰丹州、玻璃市州和登嘉楼州则被划入英国势力范围，成为其保护国。后来，四个州与柔佛州一道，成为了马来属邦。

## 相關
- 拉玛五世
- 泰國南部

## 脚注
1. ↑  暹罗。《与大不列颠的条约》 汉密尔顿·金，1909年5月13日。
2. ↑  U.S. Department of State, Bureau of Intelligence and Research, Office of the Geographer, "International Boundary Study: Malaysia - Thailand Boundary," No. 57 （页面存档备份，存于）, 15 November 1965.